# 嘉神的式神
《嘉神的式神》是日本漫畫家岩代俊明於《週刊少年Jump》2015年11號開始連載的日本漫畫作品。

## 概要
《嘉神的式神》是岩代俊明繼《PSYREN－決戰遊戲－》後推出的第三個連載。作品原形為《週刊少年Jump》2014年28號刊載的讀切漫畫《式神Twilight Days》（日语：式神トワイライトデイズ）。每話的標題是「FILE ○」。

## 故事
在不太遙遠的未来。在毁滅殆盡的世界裡，僅存的一個靈魂，回想起與一個式神使一起走過的日子。時間回溯到現代，擁有神秘力量的少女偵探 美好真子 ，與正在調査殺人事件的式神使 嘉神恭介 相遇及往後的故事。

## 登場人物

### 主要角色
嘉神恭介
美好真子

### 式神協会
烏丸巧海
獅土景一
姬吊
皇開斗

## 出版書籍
| 卷數 | 日文標題 | 中文標題         | 集英社        | 集英社                 | 東立出版社     | 東立出版社             |
| 卷數 | 日文標題 | 中文標題         | 發售日期      | ISBN                   | 發售日期       | ISBN                   |
| ---- | -------- | ---------------- | ------------- | ---------------------- | -------------- | ---------------------- |
| 1    |          | 式神師與迷糊偵探 | 2015年6月4日  | ISBN 978-4-08-880396-8 | 2016年10月25日 | ISBN 978-986-470-046-2 |
| 2    |          | 與你同在         | 2015年8月4日  | ISBN 978-4-08-880451-4 | 2017年4月10日  | ISBN 978-986-470-047-9 |
| 3    |          | 隨便與認真       | 2015年11月4日 | ISBN 978-4-08-880505-4 | 2017年7月7日   | ISBN 978-986-470-048-6 |
| 4    |          | 白禍深獄         | 2016年1月4日  | ISBN 978-4-08-880585-6 | 2018年12月27日 | ISBN 978-986-470-049-3 |
| 5    |          |                  | 2016年2月4日  | ISBN 978-4-08-880631-0 |                |                        |

## 外部連結
- 週刊少年Jump官方網站 － 嘉神的式神（页面存档备份，存于）